# Elsie (Nebraska)
Elsie es una villa ubicada en el condado de Perkins en el estado estadounidense de Nebraska. En el Censo de 2010 tenía una población de 106 habitantes y una densidad poblacional de 236,57 personas por km².

## Geografía
Elsie se encuentra ubicada en las coordenadas 40°50′50″N 101°23′21″O / 40.84722, -101.38917. Según la Oficina del Censo de los Estados Unidos, Elsie tiene una superficie total de 0.45 km², de la cual 0.45 km² corresponden a tierra firme y (0%) 0 km² es agua.

## Demografía
Según el censo de 2010, había 106 personas residiendo en Elsie. La densidad de población era de 236,57 hab./km². De los 106 habitantes, Elsie estaba compuesto por el 89.62% blancos, el 0% eran afroamericanos, el 0% eran amerindios, el 0% eran asiáticos, el 0% eran isleños del Pacífico, el 9.43% eran de otras razas y el 0.94% pertenecían a dos o más razas. Del total de la población el 8.49% eran hispanos o latinos de cualquier raza.